# Jordi Cruyff
Pour les articles homonymes, voir Cruyff.
Johan Jordi Cruijff, dit Jordi Cruyff, né le 9 février 1974 à Amsterdam, est un footballeur international néerlandais reconverti en entraîneur. Il est le fils de Johan Cruyff.

## Biographie
En 1988, à l'âge de quatorze ans, Jordi Cruyff arrive à La Masia, le centre  du FC Barcelone, après avoir joué dans les équipes de jeunes de l'Ajax d'Amsterdam. Jordi Cruijff joue avec la première équipe du Barça pendant quelques saisons à partir de 1992 lorsque son père en est entraîneur avant d'être transféré en 1996 à Manchester United (pour 2 millions d'euros) où il joue peu en raison de blessures à répétition. Il revient ensuite en Espagne pour jouer avec le Celta de Vigo, le Deportivo Alavés (finaliste de la Coupe de l'UEFA en 2001) et l'Espanyol de Barcelone.
En 2004, à la suite d'une grave blessure l'ayant placé en statut de semi-retraité, il rejoint l'équipe B de Barcelone pour continuer à s'entrainer et prend part à des matchs de vétérans. Il part ensuite pour l'Ukraine où il joue avec le Metalurg Donetsk.
Après avoir raccroché les crampons dans le championnat maltais en 2010, Jordi Cruijff devient le secrétaire technique du club chypriote de l'AEK Larnaca.
En avril 2012, il s'engage avec le club israélien du Maccabi Tel-Aviv en tant que directeur sportif. Il recrute son ancien coéquipier du Barça Oscar García Junyent comme entraîneur du club israélien.
Il perd son père, Johan Cruyff, le 24 mars 2016.
Le 14 décembre 2017, il remporte la Coupe de la ligue israelienne (son 1er titre en tant qu'entraîneur) en battant l'Hapoël Beer Sheva.
Le 14 janvier 2020, il est nommé sélectionneur de l'Équateur. Il démissionne de ce poste six mois plus tard, sans avoir dirigé le moindre match de la sélection.
Le 3 juin 2021, Jordi Cruyff est recruté par Joan Laporta comme conseiller technique du FC Barcelone.

## Palmarès

### Joueur
- Champion d'Angleterre en 1997 et 1999 avec Manchester United.
- Finaliste de la Supercoupe d'Espagne en 1994 avec Barcelone.
- Finaliste de la Supercoupe de l'UEFA en 1999 avec Manchester United.
- Finaliste de la Coupe UEFA en 2001 avec Alavés.

### Entraîneur
- Vainqueur de la Coupe de la ligue israelienne en 2017 avec Maccabi Tel-Aviv.

## Statistiques
- 1er but en professionnel le 10/09/1994 (20 ans, 7 mois et 1 jour).
- 16 matchs et 0 but en Ligue des Champions de l'UEFA.
- 21 matchs et quatre buts en Ligue Europa.
- 1 participation à l'Euro 1996 avec l'équipe des Pays-Bas.
- 0 carton rouge dans sa carrière professionnelle.
- 9 sélections et 1 but avec l'équipe des Pays-Bas en 1996.
- 9 sélections et 2 buts avec l'équipe de Catalogne entre 1995 et 2004.